# Brian Howe (chanteur)
Pour les articles homonymes, voir Brian Howe.
Brian Anthony Howe est un chanteur britannique né le 22 juillet 1953 à Portsmouth (Angleterre) et mort le 6 mai 2020 à Lake Placid (Floride). 
Il a chanté pour Ted Nugent ainsi qu'avec le groupe Bad Company.

## Biographie
Après un bref passage au sein du groupe White Spirit, Brian Howe est engagé par le guitariste Ted Nugent pour assurer le chant sur son album Penetrator (1984). Il rejoint ensuite la nouvelle formation de Bad Company, où il remplace Paul Rodgers. Durant les dix années qui suivent, il participe à l'écriture et à l'enregistrement de quatre albums studio : Fame and Fortune (1986), Dangerous Age (1988), Holy Water (1990) et Here Comes Trouble (en) (1992). Il est l'auteur ou le coauteur (avec Terry Thomas) de la majorité des chansons du groupe durant cette période, dont les nos 1 du classement Mainstream Rock aux États-Unis, Holy Water et How About That.
Brian Howe quitte Bad Company en 1994 pour se lancer dans une carrière solo.

## Discographie

### Avec Ted Nugent
- 1984 : Penetrator

### Avec Bad Company
- 1986 : Fame and Fortune
- 1988 : Dangerous Age
- 1990 : Holy Water
- 1992 : Here Comes Trouble
- 1993 : What You Hear Is What You Get (live)

### En solo
- 1997 : Tangled in Blue
- 2003 : Touch (réédition du précédent avec un titre bonus)
- 2010 : Circus Bar